# سيزار باروس (دراجات نارية)
سيزار باروس مواليد 1 مايو 1973 في ساو باولو، هو متسابق دراجات نارية برازيلي. نافس في سباقات بطولة العالم لفئة 250 سي سي ولفئة 125 سي سي ولفئة 50 سي سي.

## النتائج

### سباق الجائزة الكبرى للدراجات النارية

#### حسب الموسم
| الموسم | الفئة     | دراجة  | السباقات | الفوز | المنصة | مركز الإنطلاق | النقاط | المركز |
| ------ | --------- | ------ | -------- | ----- | ------ | ------------- | ------ | ------ |
| 1997   | 125 سي سي | هوندا  | 1        | 0     | 0      | 0             | 0      | ن.غ.م  |
| 1998   | 125 سي سي | هوندا  | 0        | 0     | 0      | 0             | 0      | ن.غ.م  |
| 1999   | 125 سي سي | هوندا  | 1        | 0     | 0      | 0             | 0      | ن.غ.م  |
| 2000   | 250 سي سي | هوندا  | 1        | 0     | 0      | 0             | 0      | ن.غ.م  |
| 2001   | 250 سي سي | ياماها | 13       | 0     | 0      | 0             | 0      | ن.غ.م  |
| إجمالي |           |        | 16       | 0     | 0      | 0             | 0      |        |

#### السباقات حسب السنة
(مفتاح)
| السنة | الفئة     | الدراجة | 1            | 2             | 3          | 4        | 5            | 6             | 7         | 8           | 9            | 10          | 11            | 12        | 13          | 14             | 15           | 16          | مركز  | نقاط |
| ----- | --------- | ------- | ------------ | ------------- | ---------- | -------- | ------------ | ------------- | --------- | ----------- | ------------ | ----------- | ------------- | --------- | ----------- | -------------- | ------------ | ----------- | ----- | ---- |
| 1997  | 125 سي سي | هوندا   | ماليزيا      | اليابان       | إسبانيا    | إيطاليا  | النمسا       | فرنسا         | هولندا    | إيمولا      | ألمانيا      | البرازيل 22 | بريطانيا      | تشيك      | كتالونيا    | إندونيسيا      | أستراليا     |             | ن.غ.م | 0    |
| 1998  | 125 سي سي | هوندا   | اليابان      | ماليزيا       | إسبانيا    | إيطاليا  | فرنسا        | مدريد         | هولندا    | بريطانيا    | ألمانيا      | تشيك        | إيمولا        | كتالونيا  | أستراليا    | الأرجنتين ل.يت |              |             | ن.غ.م | 0    |
| 1999  | 125 سي سي | هوندا   | ماليزيا      | اليابان       | إسبانيا    | فرنسا    | إيطاليا      | كتالونيا      | هولندا    | بريطانيا    | ألمانيا      | تشيك        | إيمولا        | بلنسية    | أستراليا    | ج. أفريقيا     | البرازيل 23  | الأرجنتين   | ن.غ.م | 0    |
| 2000  | 250 سي سي | هوندا   | ج. أفريقيا   | ماليزيا       | اليابان    | إسبانيا  | فرنسا        | إيطاليا       | كتالونيا  | هولندا      | بريطانيا     | ألمانيا     | تشيك          | البرتغال  | بلنسية      | البرازيل ل.ين  | الهادئ       | أستراليا    | ن.غ.م | 0    |
| 2001  | 250 سي سي | ياماها  | اليابان ل.يت | ج. أفريقيا 21 | إسبانيا 24 | فرنسا 25 | إيطاليا ل.ين | كتالونيا ل.يب | هولندا 25 | بريطانيا 25 | ألمانيا ل.ين | تشيك 28     | البرتغال ل.ين | بلنسية 21 | الهادئ ل.ين | أستراليا 16    | ماليزيا ل.يب | البرازيل 24 | ن.غ.م | 0    |

## روابط خارجية
- سيزار باروس على موقع MotoGP.com (الإنجليزية)